# Harvester Homecoming

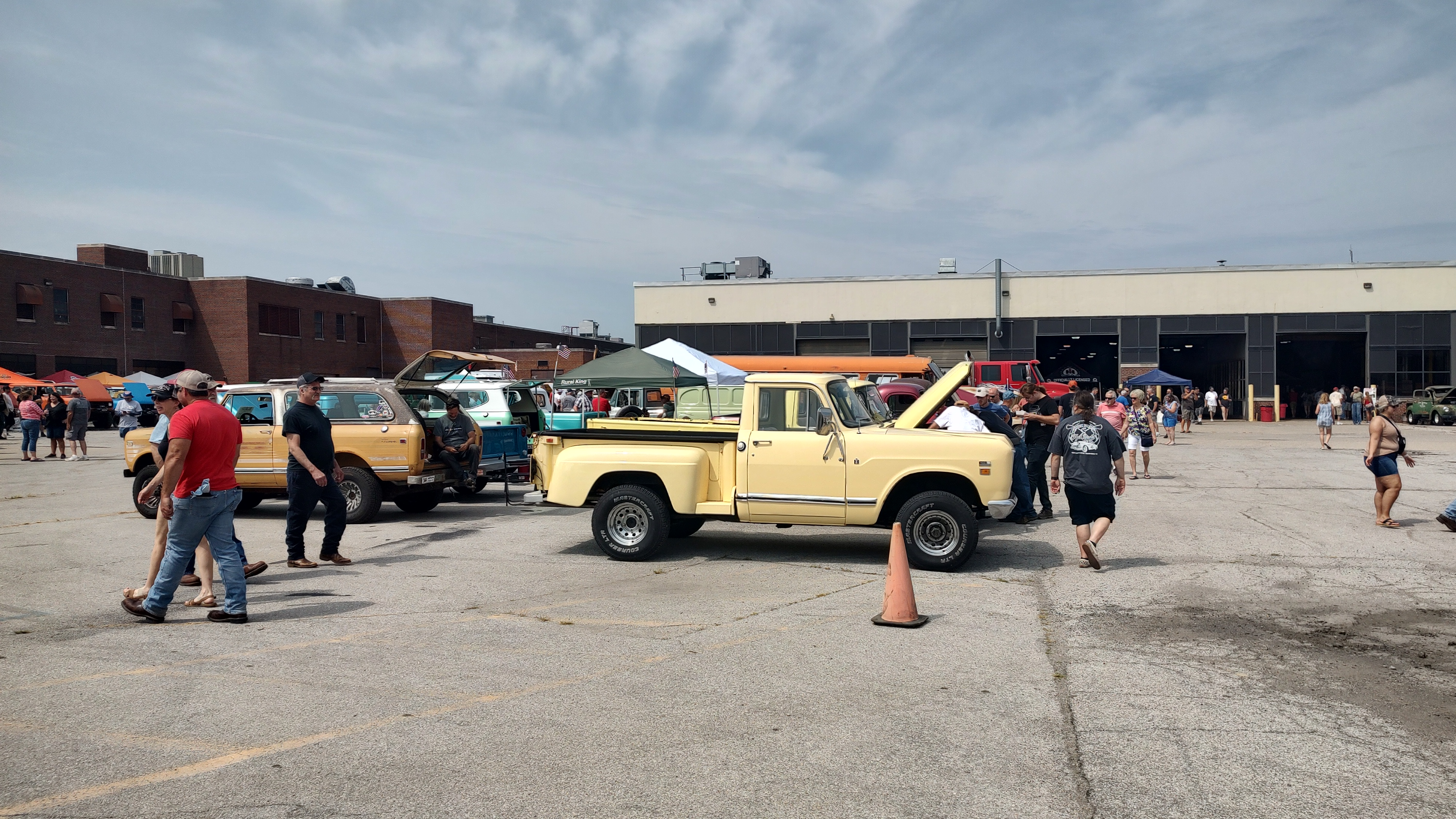
Harvester Homecoming 2023 en la antigua International Harvester Truck Works en Fort Wayne, Indiana.

Harvester Homecoming es un festival anual de camiones que se celebra en el antiguo International Harvester Truck Works en Fort Wayne, Indiana, Estados Unidos. El primer festival se celebró en 2019 y se ha celebrado anualmente desde entonces en agosto. El evento está dirigido por Ryan DuVall, un entusiasta de International Harvester.

## Antecedentes
International Harvester operó una planta en Fort Wayne, Indiana, que funcionó desde 1923 hasta 1983. Cerró durante la reducción de personal y el cambio de nombre a Navistar. El complejo, en su apogeo en 1979, empleaba a más de 10 000 trabajadores y, durante décadas anteriores, fue el mayor empleador de Fort Wayne. En total, la planta produjo 1,5 millones de camiones entre 1923 y 1983. Tras la reducción de personal y el cambio de nombre a Navistar, la empresa continuó utilizando las oficinas ubicadas en el complejo de Fort Wayne como parte de su Centro de Ingeniería y Diseño. Navistar abandonó las instalaciones por completo en 2015.

## Historia
El primer festival se celebró en 2019 en 2300 Meyer Road, cerca del Truck Works Complex original. El evento se planeó después de que Ryan DuVall escribiera un artículo para The Journal Gazette recordando el legado de International Harvester. En total, más de 500 camiones y aproximadamente 10 000 personas asistieron al evento de 2019. DuVall dijo que esperaban 200 camiones con 2000 asistentes. Un segundo festival se celebró en agosto de 2020, en el que miles de personas regresaron tomando precauciones de seguridad debido a la pandemia de COVID-19. En ese momento, se planeó que un museo se ubicara en el recientemente desocupado Centro Internacional de Ingeniería y Diseño. En enero de 2023, se organizó un wrenching weekend en el complejo donde se invitó a muchos voluntarios y entusiastas a ayudar a restaurar muchos de los 40 vehículos que se conservan en la colección de Harvester Homecoming.

## Museo
Se está construyendo un museo en New Haven (Indiana), cerca de la antigua planta de camiones International Harvester. Originalmente, se planeó que el museo se ubicara en el Centro Internacional de Ingeniería y Diseño. Tras el desalojo del complejo por parte del Condado de Allen, la organización tuvo que construir unas instalaciones completamente nuevas con un costo de $12 millones. El Condado adquirió el edificio para usarlo como oficinas del condado.